# Małgorzata Kowalska
Małgorzata Kowalska, właśc. Wioletta Małgorzata Kowalska (ur. 1961) – polska filozofka i tłumaczka.

## Życiorys
Absolwentka romanistyki i filozofii na Uniwersytecie Warszawskim. Doktorat w 1993 uzyskała w Instytucie Filozofii i Socjologii PAN na podstawie pracy Fenomenologia - dialektyka- metafizyka. Studium z filozofii Sartre'a (promotorka: Barbara Skarga). Habilitowała się tamże w 2000 na podstawie monografii Dialektyka poza dialektyką. Od Batalle'a do Derridy. Nominację profesorską otrzymała 18 grudnia 2014. Wypromowała jednego doktora.
Kierowniczka Katedry Filozofii i Etyki Wydziału Historyczno-Socjologicznego Uniwersytetu w Białymstoku. Członkini m.in.: Polskiego Towarzystwa Fenomenologicznego, zespołu Krytyki Politycznej, komitetu naukowego Przeglądu Filozoficzno-Literackiego. Tłumaczka filozoficznej literatury francuskojęzycznej (takich autorów jak: Raymond Aron, Chantal Delsol, Paul Evdokimov, Michel Foucault, Maurice Godelier, Emmanuel Levinas, Jean-Francois Lyotard, Maurice Merleau-Ponty, Paul Ricoeur, Jean-Paul Sartre). Za przekład książki Emmanuela Levinasa Całość i nieskończoność. Esej o zewnętrzności otrzymała Nagrodę Stowarzyszenia Tłumaczy Polskich I stopnia. Za książkę Dialektyka poza dialektyką. Od Battaille'a do Derridy była nominowana do Nagrody Literackiej Nike 2001 oraz otrzymała Nagrodę Ministra Szkolnictwa Wyższego I stopnia.
W 1997 bez powodzenia ubiegała się o mandat posła na Sejm w okręgu bialskopodlaskim z listy Unii Pracy, a w wyborach do Parlamentu Europejskiego w 2014 z pierwszego miejsca w okręgu nr 3 z komitetu Europa Plus Twój Ruch.

## Książki
- W poszukiwaniu straconej syntezy. Jean-Paul Sartre i paradygmaty filozoficznego myślenia (Spacja, Warszawa 1997)
- Dialektyka poza dialektyką. Od Battaille'a do Derridy (Spacja-Aletheia, Warszawa 2000)
- Demokracja w kole krytyki (Białystok 2005)
- Morales et politiques postmodernes (Peter Lang, Frankfurt-am-Main 2014)
- Dialectics beyond Dialectics. Essay on Totality and Difference (Peter Lang. Frankfurt-am-Main 2015)
- O sprawiedliwości innymi słowy (Białystok 2021)